# Acauro rotundus
Acauro rotundus är en fjärilsart som beskrevs av Frederick H. Rindge 1986. Acauro rotundus ingår i släktet Acauro och familjen mätare. Inga underarter finns listade i Catalogue of Life.